# Рютгер Хауер
Рютгер Улсен Хауер (на нидерландски: Rutger Oelsen Hauer) (23 януари 1944 г. – 19 юли 2019 г.) е нидерландски актьор.

## Биография
Хауер е роден на 23 януари 1944 г. в Бройкелен, провинция Утрехт, докато Нидерландия е била под германска окупация по време на Втората световна война. Той заявява в интервю от 1981 г.: „Роден съм по средата на войната и мисля, че поради тази причина имам дълбоки корени в пацифизма. Насилието ме плаши.“  Родителите му са Теунке (по баща Мелема) и Аренд Хауер, и двамата актьори, които управляват училище по актьорско майсторство в близкия Амстердам. Той има три сестри. Според Хауер родителите му са се интересували повече от тяхното изкуство, отколкото от децата си. Той не е имал близки отношения с баща си, а писателят Ерик Хазелхоф Роелфзема по-късно става баща на Хауер, след като се срещат по време на снимките на „Войник на Оранж“ (1977).  
Хауер посещава училище Рудолф Щайнер, тъй като родителите му искат той да развие своята креативност. На 15-годишна възраст напуска училище, за да се присъедини към нидерландския търговски флот. Той прекарва една година в пътуване по света на борда на товарен кораб, но не успява да стане капитан поради цветната си слепота. След това постъпва в Академията за театър и танц в Амстердам в класове по актьорско майсторство, но скоро отпада, за да се присъедини към кралската нидерландска армия. Той получава обучение като боен медик, но напуска службата след няколко месеца, тъй като се противопоставя на използването на смъртоносни оръжия. Впоследствие се връща в актьорско училище и завършва през 1967 г. 

### Кариера
Снимал се е в многобройни нидерландски и англоезични продукции. Участва във филми като „Сляпа ярост“, „Нощни ястреби“, „Блейд Рънър“, „Град на греха“ и „Батман в началото“, както и в сериали като „Лекс“, „Наричана още“ и „Истинска кръв“.

### Личен живот
Хауер се жени два пъти. От брака с първата му съпруга Хайди Мерц е единственото му дете, актрисата Айша Хауер (р.1966 г.), която роди внук на Хауер през 1987 г.  Той е заедно с втората си съпруга Инеке тен Кейт от 1968 г. и те се оженват на частна церемония на 22 ноември 1985 г.  Въпреки че е роден в Утрехт, Хауер има силни връзки с Фризия. Втората му съпруга е дъщеря на Лорънс тен Кейт, главен редактор на базирания във Фризия вестник „Leeuwarder Courant“, а Хауер веднъж заявява в интервю за „Algemeen Dagblad“, че „имах нужда да усетя фризийската глина под краката“. 
Хауер е природозащитник. Той подкрепя Обществото за опазване на Sea Shepherd и е член на неговия съвет от съветници. Той също така създава организация за осведоменост за СПИН, наречена Асоциация на морските звезди на Рютгер Хауер. През април 2007 г. публикува своята автобиография „All Those Moments: Stories of Heroes, Villains, Replicants, and Blade Runners“ (написана в съавторство с Патрик Куинлан), в която той обсъжда много от актьорските си роли. Приходите от книгата отиват в Асоциацията на морските звезди Рютгер Хауер.

### Смърт
Хауер почива на 19 юли 2019 г. в дома си в Бетстерзваг след кратко боледуване. Той е на 75 години. На 24 юли се провежда частно погребение. На 23 януари 2020 г., когато щеше да бъде 76-ият рожден ден на Хауер, в Бетстерзваг се проведе церемония в негова чест. Присъстващите включват Шарън Стоун, Миранда Ричардсън, Дидерик ван Роойен и принц Питер-Кристиан от Ориндж-Насау, ван Воленховен. 

## Избрана филмография

### Телевизия
| Година    | Филм          | Оригинално заглавие | Бележки    |
| --------- | ------------- | ------------------- | ---------- |
| 1997      | Лекс          | LEXX                | тв сериал  |
| 1998      | Мерлин        | Merlin              | минисериал |
| 2003      | Наричана още  | Alias               | тв сериал  |
| 2013/2014 | Истинска кръв | True Blood          | тв сериал  |

### кино
| Година | Филм                                       | Оригинално заглавие                  | Роля                        | Режисьор                   |
| ------ | ------------------------------------------ | ------------------------------------ | --------------------------- | -------------------------- |
| 1973   | Нещо сладко                                | Turks fruit                          | Ерик Вонк                   | Пол Верховен               |
| 1982   | Блейд Рънър                                | Blade Runner                         | Рой Бати                    | Ридли Скот                 |
| 1983   | Уикендът на Остерман                       | The Osterman Weekend                 | Джон Танер                  | Сам Пекинпа                |
| 1986   | Стопаджията                                | The Hitcher                          | Джон Райдър                 | Робърт Хармън              |
| 1989   | Сляпа ярост                                | Blind Fury                           | Ник Паркър                  | Филип Нойс                 |
| 2005   | Sin City: Град на греха                    | Sin City                             | Кардинал Патрик Хенри Роарк | Милър, Родригес, Тарантино |
| 2005   | Батман в началото                          | Batman Begins                        | Уилям Ърл                   | Кристофър Нолан            |
| 2011   | Бездомник с двуцевка                       | Hobo with a Shotgun                  | Скитникът                   | Джейсън Айзенър            |
| 2011   | Ритуалът                                   | The Rite                             | Ищван Ковак                 | Микаел Хофстрьом           |
| 2015   | Кралят на скорпионите 4: Походът на силата | The Scorpion King 4: Quest for Power | Крал Закур                  | Майк Елиът                 |